# Museo archeologico del territorio toleriense
Il Museo archeologico del territorio toleriense è un museo del Lazio, situato a Colleferro, in provincia di Roma.
È stato inaugurato nel 1986 con la collaborazione dei volontari del Gruppo archeologico toleriense e della Soprintendenza archeologica per il Lazio ed è stato progressivamente arricchito con i materiali provenienti dagli scavi nel territorio (Alta Valle del Sacco e ager signinus).

## Collezioni
La prima sala, dedicata alla paleontologia, ospita materiali provenienti dallo scavo di Colle Pantanaccio e dalle ricognizioni effettuate nelle località di Quartaccio e Colle Quarticcioli, con resti della fauna che popolava il territorio nel Pleistocene medio (Elephas antiquus, Bos primigenius, Equus e Cervus). Il frammento di mandibola con due premolari di quest'ultimo conserva inoltre il nocciolo intero di un frutto carnoso di pruno (Prunus domestica), parzialmente mineralizzato.
Si conservano inoltre manufatti umani: strumenti litici del Paleolitico medio e superiore, reperti in pietra (selce e ossidiana) e in ceramica dal giacimento neolitico di La Selva-Colle Rampo, sul corso del fiume Sacco, frammenti ceramici dell'età del bronzo, sia da rinvenimenti sporadici, sia da un sito della cultura appenninica (età del bronzo medio), reperti del bronzo finale e dell'età del ferro dallo scavo di un villaggio di capanne ellittiche in località Coste Vicoi.
Dall'abitato arcaico scavato nella località dei Muracci di Crepadosso (VI secolo a.C.) provengono oggetti domestici e materiale votivo proveniente da un santuario.
Il popolamento del territorio in epoca romana è attestato da ceramiche e iscrizioni dai centri abitati e dalle ville della zona e dai materiali delle fabbriche di laterizi.
L'epoca tardo-antica e alto-medievale è documentata dai materiali provenienti dai cimiteri paleocristiani di Sant'Ilario ad bivium, di Paliano e di Casa Ripi e dall'abitato di Colle Cirifalco lungo la via Casilina e il periodo successivo dai castelli di Colleferro e di Piombinara e dall'abbazia di Rossilli, scavata nel comune di Gavignano